# Michelsdorf (Cham)
Michelsdorf ist ein Gemeindeteil der Kreisstadt Cham im oberpfälzischen Landkreis Cham. 

## Geschichte
Michelsdorf gehörte zur 1818 durch das bayerische Gemeindeedikt gegründeten Gemeinde Altenmarkt und wurde zum 1. Januar 1972 mit dieser in die Stadt Cham eingemeindet.

### DP-Camp

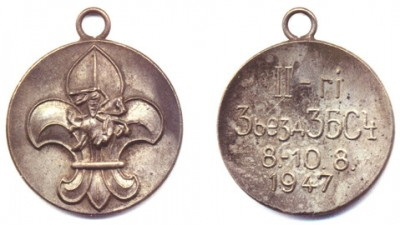
Medaille des belarussischen Pfadfinderverbands (1947)

Am 20. August 1946 wurde im Ort ein Lager für sogenannte Displaced Persons eröffnet. Damit wurden Zivilpersonen bezeichnet, die sich kriegsbedingt außerhalb ihres Heimatstaates aufhielten und ohne Hilfe nicht zurückkehren oder sich in einem anderen Land neu ansiedeln konnten. Im Camp wurden 550 Personen (31. Oktober 1947) untergebracht, die verschiedensten Nationalitäten angehörten, darunter Russen, Polen, Ukrainer und Belarussen. Die belarussischen Insassen organisierten dabei einen eigenen Pfadfinderverband, der nach Kastus Kalinouski benannt wurde und bereits in Regensburg gegründet worden war. 1947 entstand dort die Einheit „Bayern“, die von Vitaut Kipel, einem späteren Aktivisten der belarussischen Exilgemeinde in den USA, geleitet wurde und sogar Pfadfinderperiodika veröffentlichte. Zudem wurde im Lager ein eigenes Gymnasium eingerichtet, das auf belarussischer Sprache unterrichtete und am 17. August 1946 sein erstes Schuljahr beendete. Die Schülerzahl betrug zeitweise zwischen 75 und 122 Jugendlichen. Am 28. Juni 1947 wurde es nach dem belarussischen Dichter Janka Kupala benannt. Es entstanden Verbindungen zum örtlichen Gymnasium in Cham. Im Oktober 1948 kam es zur Teilung der Schule, als mehrere Lehrer und Schüler nach Windischbergerdorf, wo bereits 500 Belarussen lebten, umziehen mussten. Am 19. Mai 1949 wurde das Lager geschlossen. Das Gymnasium selbst wurde 1949 nach Backnang umgesiedelt, wo es bis Februar 1950 bestand.

## Baudenkmäler
- Bauernhaus am Laichstätter Weg 8
- Marienkapelle Auf der Altern